# بسام الجلبي
بسام إدريس الجلبي باحث ومؤرخ وقاص وصحفي موصلي ولد سنة 1942م وهو من أسرة الجلبي التي يعد عميدها الدكتور داؤد الجلبي، توفي رحمه الله في الثامن والعشرين من ديسمبر سنة 2014م.

## مؤلفاته
لبسام الجلبي من الكتب:
- موسوعة أعلام الموصل في جزئين.
- كتاب قصص لا تستحق القراءة - مجموعة قصصية.
- كتاب (طبقات العلماء والمحدثين من أهل الموصل) لأبي زكريا يزيد بن محمد بن إياس الأزدي الموصلي(ت: 334 هـ/945م)وهو استخراج لنصوص عديدة قام بها بسام الجلبي لكتاب الطبقات الخاص بالأزدي والذي يعد بحكم المفقود.
- فضلا عن الكتاب الذي صدر حديثا وهو كتاب (حوليات الموصل منذ الفتح العربي الإسلامي وحتى القرن التاسع عشر).